# Kimchi
Kimchi (kor. 김치) – tradycyjne danie kuchni koreańskiej składające się z fermentowanych lub kiszonych warzyw. Zazwyczaj głównym składnikiem jest kapusta pekińska, rzodkiew (chonggak kimchi, kkakdugi), ogórek (oi sobagi) albo szczypiorek (pa kimchi), ale można też przygotować kimchi z innych warzyw. Większość kimchi ma ostry smak z powodu użycia grubo mielonych, suszonych papryczek chili.
W Korei kimchi jest popularną przystawką i ważnym elementem każdego posiłku, ale używane jest także jako składnik w przygotowywaniu innych potraw, takich jak kimchi jjigae (gulasz), kimchi-guk (zupa), kimchi-jeon (naleśnik) czy kimchi bokkeumbap (smażony ryż z kimchi).
W 2013 roku tradycyjny sposób przygotowywania kimchi na zimę – kimjang – został wpisany na listę niematerialnego dziedzictwa UNESCO.

## Opis

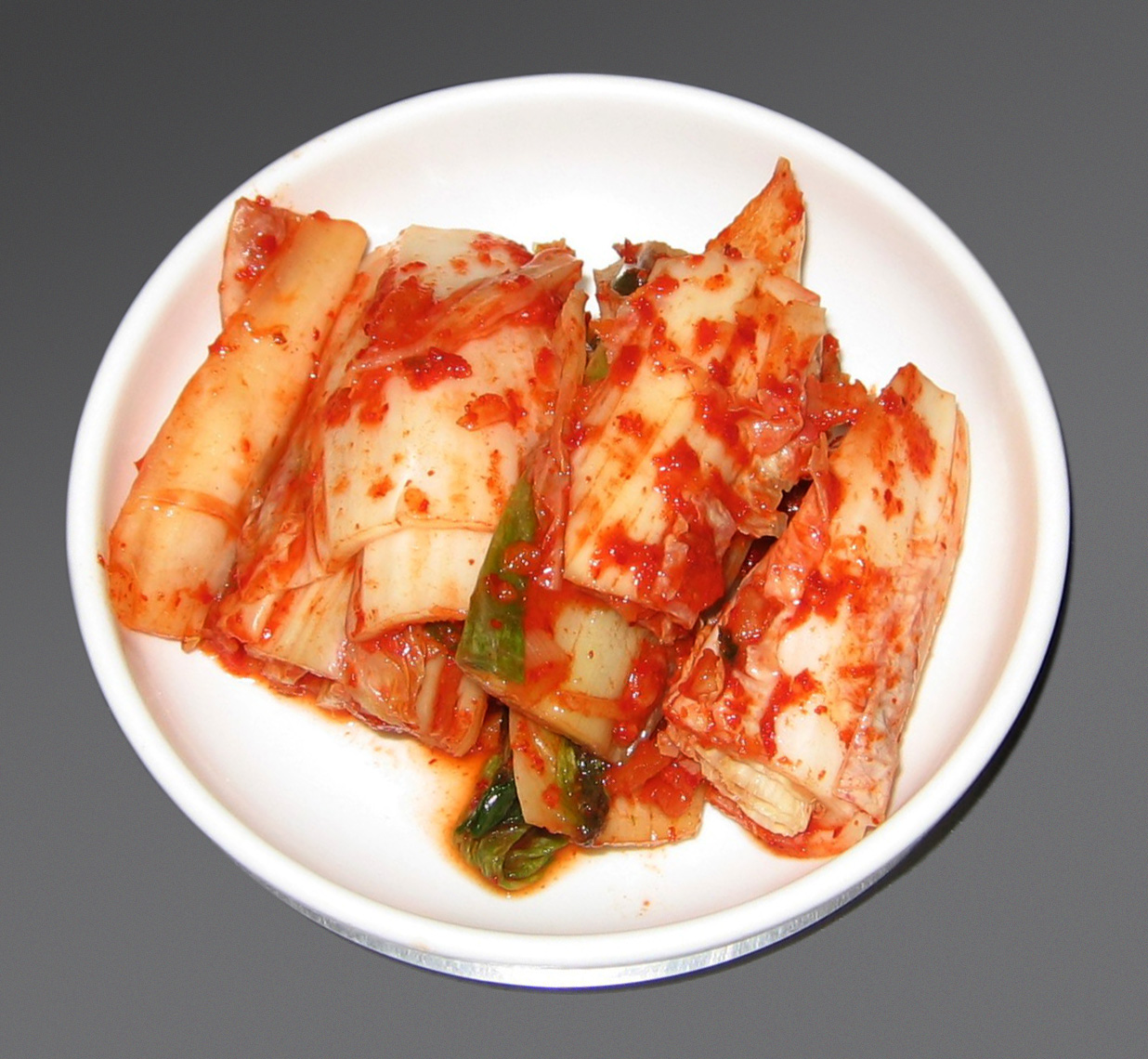
Kimchi

Wyróżnia się dwa rodzaje kimchi: sezonowe, czyli przygotowywane z warzyw dostępnych o danej porze roku, oraz zimowe. Najpopularniejsze kimchi – baechu kimchi (배추김치) – składa się z kapusty chińskiej, kiszonej w zalewie złożonej z kleiku ryżowego, płatków papryczek chili, imbiru, czosnku oraz dymki. Istnieje wiele innych wariantów tej potrawy – około 161–187, często o zasięgu lokalnym. W Seulu popularne są: baek kimchi („białe kimchi”; 백김치), tong baechu kimchi (통배추김치), nabak kimchi (나박김치) i jang kimchi (장김치).
Dodatek ostrej czerwonej papryki wspomaga proces fermentacji oraz niweluje charakterystyczny aromat sosu rybnego.

## Historia
Słowo kimchi oznacza sfermentowane warzywa i pochodzi z chińskiego chimchae, oznaczającego solone warzywa. Pierwsze kimchi – w celu zachowania rzepy przez zimę – mogło być przygotowywane w Korei w VII wieku. Jednym z najwcześniejszych opisów przygotowywania kimchi jest tekst Yi Kyu-bo (이규보, 李奎報; 1168–1241), w którym opisano proces przygotowania kimchi z rzepy. W XII wieku do kimchi zaczęto dodawać sos sojowy, a Koreańczycy zaczęli jeść je przez cały rok.  
Baechu kimchi, mimo swej obecnej popularności, powstało stosunkowo późno. Papryczki chili zostały wprowadzone do Korei (poprzez Japonię) w XVI wieku, a dopiero 200 lat później (1765) zastosowano je w przyrządzaniu kimchi. Kapusta chińska (kor. baechu) dotarła do Korei z Chin prawdopodobnie w XIX wieku, wcześniej stosowano miejscowe warzywa.
W 1986 roku w Seulu otwarto muzeum kimchi – Kimchi Field Museum – dokumentujące historię potrawy, jej różnorodność i techniki przygotowania.

## Przygotowanie baechu-kimchi
Użyte składniki mogą się różnić w zależności od przepisu (tradycji rodzinnej) i regionu Korei. Składniki na typowe współczesne baechu kimchi to kapusta pekińska oraz dodatki: biała rzodkiew (podobna do japońskiej daikon), czosnek, papryka chili, cebula, solone krewetki, anchois lub inne owoce morza (lub sos rybny), imbir, czarny i czerwony pieprz, musztarda, rzeżucha (pieprzyca siewna) oraz sól morska i cukier. Do zalewy czasem dodawane są również: ziarna sezamu, sos sojowy lub glutaminian sodu. Do nadzienia zwykle dodaje się też słodki kleik z mąki z ryżu kleistego. 
Pokrojone w cienkie paseczki rzodkiew i cebula szczypiorowa, zgnieciony czosnek i zmielone papryczki chilli są razem mieszane. Kapusta chińska przekrajana jest wzdłuż na dwie części, które zostawiane są na noc w roztworze z soli; w następnym dniu kapusta jest płukana i osuszana. Nadzienie umieszczane jest pomiędzy poszczególnymi liśćmi kapusty. Tak przygotowane części kapusty owijane są największym, zewnętrznym liściem i odkładane do fermentacji na około tydzień. Kimchi jest następnie krojone w mniejsze części i serwowane do spożycia w małych salaterkach.

## Kimjang
Na zimę przygotowywane są większe ilości kimchi, a w przygotowywania zaangażowane są całe rodziny. W 2013 roku tradycyjny proces przygotowywania kimchi – kimjang – został wpisany na listę niematerialnego dziedzictwa UNESCO. 
Tradycyjnie kimchi przechowywane jest w glinianych garnkach ustawionych z dala od innych produktów i domowników (ze względu na specyficzny i intensywny aromat), częściowo zakopanych w ziemi, poza budynkami. Obecnie używa się również specjalnych lodówek.

## Właściwości odżywcze i zdrowotne
Kimchi jest potrawą niskokaloryczną – 100 gramów ma 32 kcal – i bogatym źródłem błonnika, witamin i mikroelementów: witaminy C, β-karotenu, wapnia, żelaza i fosforu.   
Badania prowadzone nad wpływem kimchi na zwiększenie ryzyka zachorowania na raka żołądka, szczególnie u osób z predyspozycjami genetycznymi, wykazały większe ryzyko zachorowania na raka u osób spożywających kimchi.